# Kirche Ahrensfelde

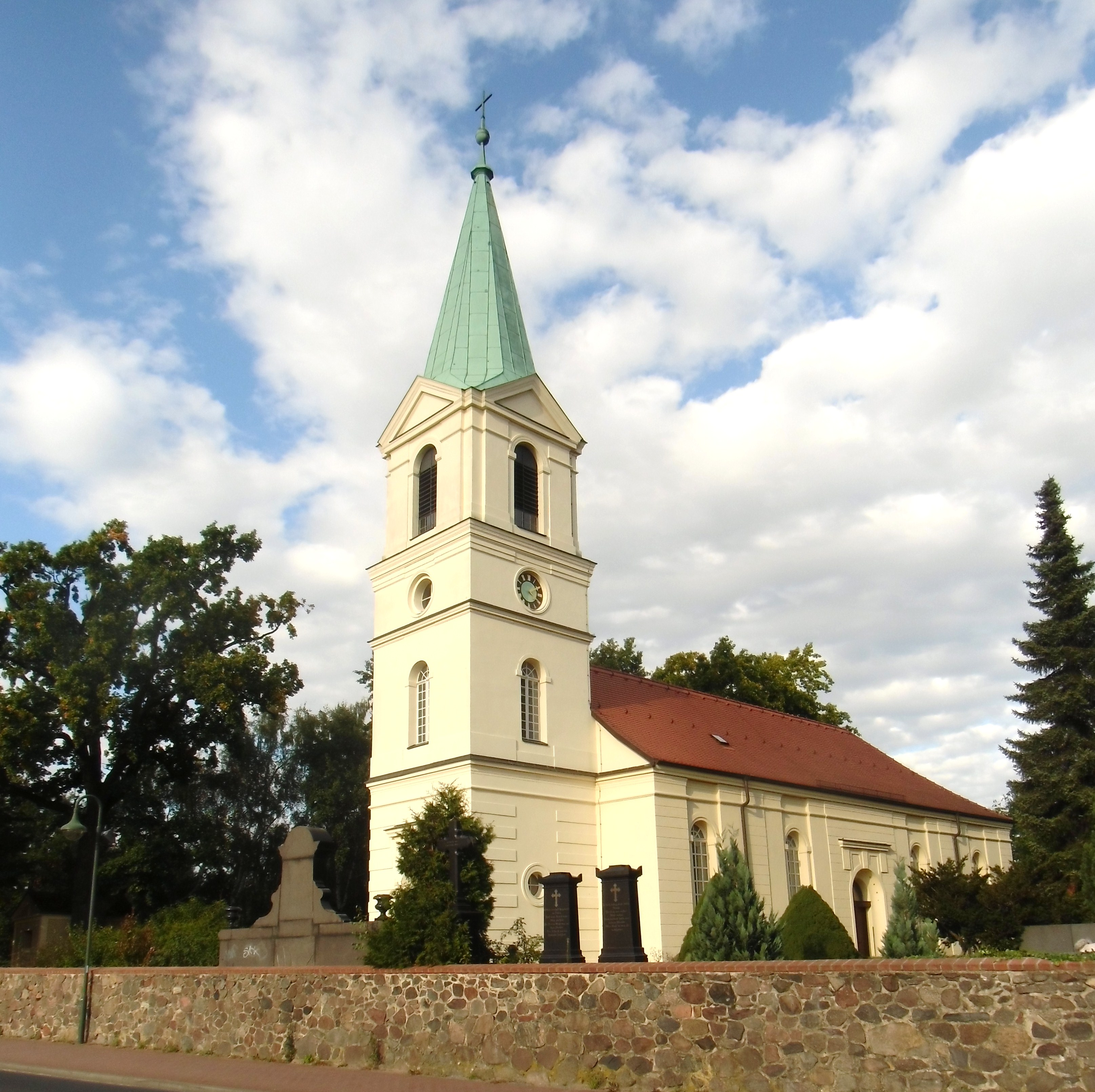
Dorfkirche Ahrensfelde (2012)

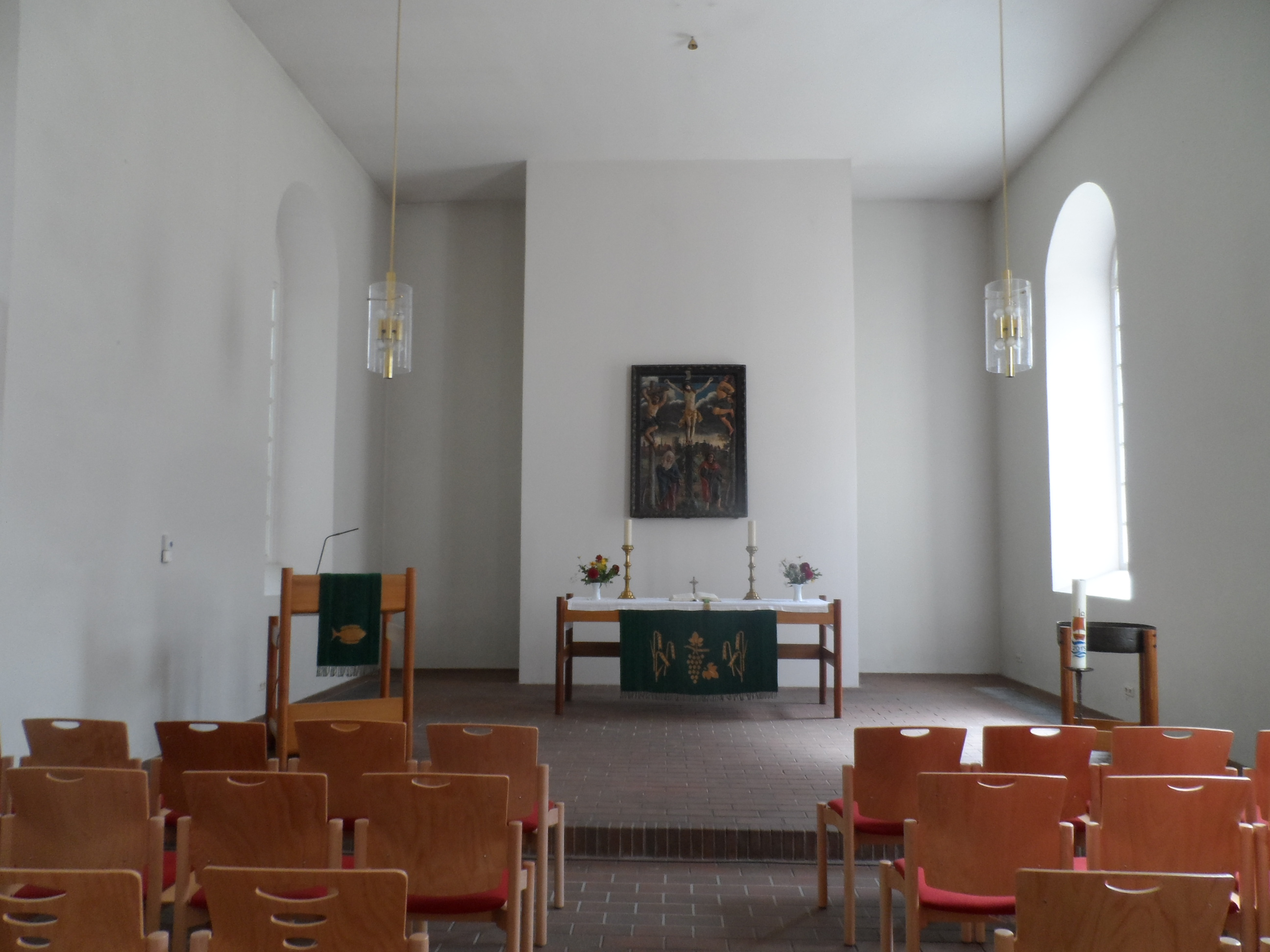
Innenraum

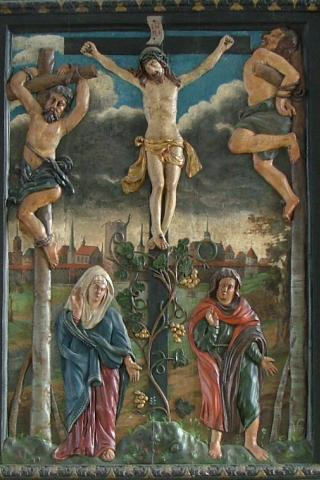
Altarbild

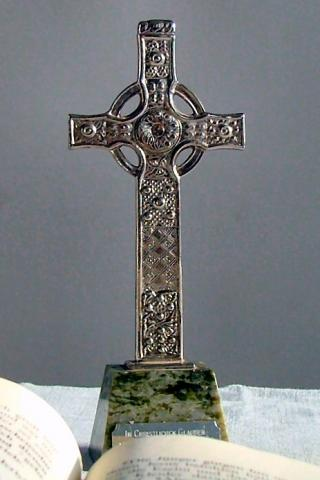
Galston-Kreuz

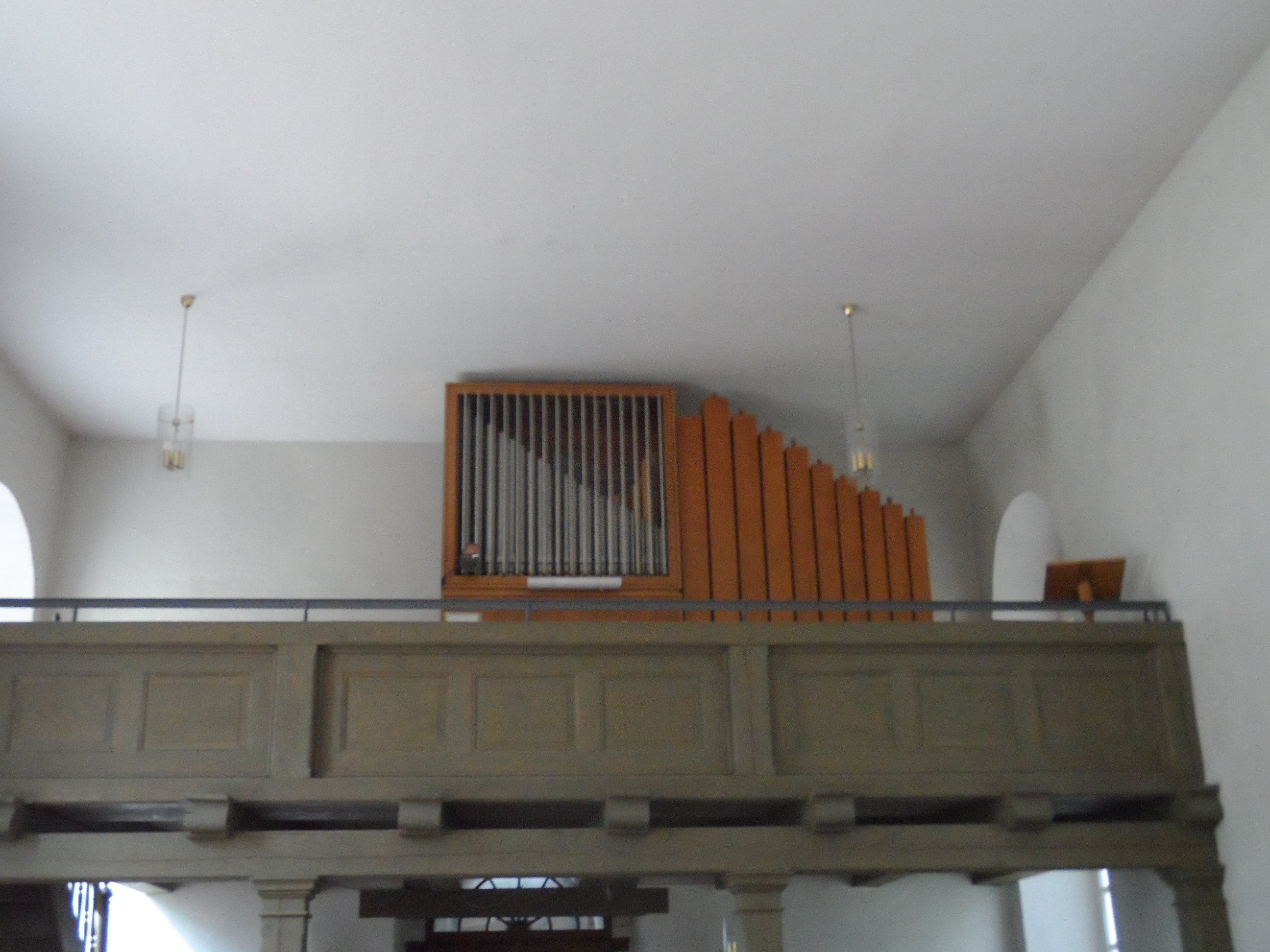
Orgel

Die Dorfkirche Ahrensfelde ist eine evangelische Kirche in Ahrensfelde. Die Kirche gehört zur Kirchengemeinde Ahrensfelde-Mehrow im Kirchenkreis Berlin Nord-Ost des Sprengels Berlin der Evangelischen Kirche Berlin-Brandenburg-schlesische Oberlausitz.

## Geschichte und Architektur
Die Geschichte der Ahrensfelder Kirche begann vor 1375. In der ersten Erwähnung Ahrensfeldes 1375 im Landbuch Karls IV. als Arnsfelt wurde bereits eine Kirche genannt, die ein im 14. Jahrhundert erbauter schlichter Saalbau gewesen ist. Nach dem Abbruch dieses Vorgängerbaus wurde die jetzige Kirche im Jahr 1768 errichtet.
Rundbogenfenster gliedern den langgestreckten Putzbau. Im Westen erhebt sich seit 1875/1876 ein Turmaufbau, dessen quadratischer Grundriss in ein Oktogon übergeht, das mit einer Kupferspitze gedeckt ist. 
Zur gleichen Zeit wurde das Langhaus nach Osten um etwa sieben Meter verlängert und durch den Anbau der Sakristei ergänzt. Das Kirchenschiff besitzt ein Satteldach mit Biberschwanzdeckung. Im Inneren des Gebäudes befindet sich auf der Westseite die im späten 18. Jahrhundert eingebaute Empore mit einer relativ schmucklosen Brüstung.

## Ausstattung

### Altarbild
Das Altarbild aus dem 16. Jahrhundert zeigt die Kreuzigung Jesu (Joh 19,17-29 ) flankiert von zwei weiteren Verurteilten. Oft werden sie als Räuber (Mt 27,33-44 ) oder Übeltäter (Lk 23,33-43 ) bezeichnet. Unter dem Kreuz stehen Maria und der Apostel Johannes, den die Tradition mit dem Verfasser des Evangeliums nach Johannes und dem „Lieblingsjünger“ (Joh 19,26 ) identifiziert. Über Jesus befindet sich die Inschrift: INRI IESUS NAZARENUS REX IUDAEORUM Jesus von Nazareth, König der Juden.

### Galston-Kreuz
Das Altarkreuz ist ein Geschenk der Partnergemeinde aus dem schottischen Galston.

### Orgel
Die Orgel wurde 1965 von der Firma Walcker gefertigt und ersetzte ein Vorgängerinstrument von Johann Simon Buchholz aus dem Jahr 1819. Sie verfügt über elf Register auf zwei Manualen und Pedal.

### Glocken
Die Ahrensfelder Kirche besitzt drei Eisenhartgussglocken, die 1963 in der Glockengießerei Schilling & Lattermann in Morgenröthe-Rautenkranz gegossen wurden. Sie ersetzten ein früheres Geläut, welches im Krieg eingeschmolzen wurde.
Die Glocken haben folgende Töne: b1, des2, es2.